# Calvigenia blackmani
Calvigenia blackmani är en snäckart som först beskrevs av Cox 1868.  Calvigenia blackmani ingår i släktet Calvigenia och familjen Camaenidae. Inga underarter finns listade i Catalogue of Life.